# Tommaso Rocchi
Tommaso Rocchi (Venetië, 19 september 1977) is een Italiaanse voetballer die bij voorkeur in de aanval speelt. Hij verruilde in 2004 Empoli FC voor SS Lazio. In 2006 debuteerde hij in het Italiaans voetbalelftal.

## Clubcarrière
Tommaso Rocchi is een laatbloeier die het geweldig doet bij SS Lazio. De spits streek in de zomer van 2004 neer bij Lazio, na daarvoor gespeeld te hebben bij Juventus, Pro Patria Calcio, US Fermana, Saronno, Como, Treviso en Empoli. Bij die laatste club maakte hij zijn debuut in de Serie A: op 14 september 2002 in de competitiewedstrijd tegen Como (0-2). Nadat hij Empoli club elfmaal had gescoord nam Lazio hem over. Bij de club uit de hoofdstad bleek Rocchi geen enkele problemen te hebben om zich aan te passen. Meteen in zijn eerste seizoen scoorde hij dertien keer. De twee seizoenen die daarop volgen scoort hij respectievelijk vijftien- en zestien keer en groeide hij uit tot een publiekslieveling.
Rocchi is geen sierlijke speler, maar moet het van hard werken hebben. In de Serie A scoorde hij vooralsnog viermaal en in de Champions League was hij tweemaal trefzeker tegen Werder Bremen, waardoor hij SS Lazio in de race houdt voor de tweede ronde. Tot op heden kwam Rocchi driemaal uit voor het nationale elftal van Italië, maar hij heeft dan ook te kampen met concurrentie van onder andere Luca Toni, Alessandro Del Piero, Alberto Gilardino, Filippo Inzaghi en Vincenzo Iaquinta.

## Interlandcarrière
Rocchi nam met het Italiaans olympisch voetbalelftal deel aan de Olympische Spelen van 2008 in China. Daar werd de ploeg onder leiding van bondscoach en oud-international Pierluigi Casiraghi uitgeschakeld door België in de kwartfinales: 3-2. Hij maakte zijn debuut voor de nationale A-ploeg op 16 augustus 2006 in de vriendschappelijke wedstrijd tegen Kroatië (0-2).

## Clubstatistieken
| Seizoen   | Club           | Land            | Competitie | Duels | Goals |
| --------- | -------------- | --------------- | ---------- | ----- | ----- |
| 1995/1996 | Juventus       | Vlag van Italië | Serie A    | 0     | 0     |
| 1996/1997 | Pro Patria     | Vlag van Italië | Serie C2   | 27    | 6     |
| 1997/1998 | US Fermana     | Vlag van Italië | Serie C1   | 4     | 0     |
| 1997/1998 | Saronno        | Vlag van Italië | Serie C1   | 28    | 10    |
| 1998/1999 | Como           | Vlag van Italië | Serie C1   | 32    | 11    |
| 1999/2000 | Como           | Vlag van Italië | Serie C1   | 30    | 9     |
| 2000/2001 | Treviso FBC    | Vlag van Italië | Serie B    | 35    | 9     |
| 2001/2002 | Empoli FC      | Vlag van Italië | Serie B    | 32    | 13    |
| 2002/2003 | Empoli FC      | Vlag van Italië | Serie A    | 30    | 6     |
| 2003/2004 | Empoli FC      | Vlag van Italië | Serie A    | 33    | 11    |
| 2004/2005 | Lazio Roma     | Vlag van Italië | Serie A    | 33    | 13    |
| 2005/2006 | Lazio Roma     | Vlag van Italië | Serie A    | 35    | 16    |
| 2006/2007 | Lazio Roma     | Vlag van Italië | Serie A    | 36    | 16    |
| 2007/2008 | Lazio Roma     | Vlag van Italië | Serie A    | 36    | 14    |
| 2008/2009 | Lazio Roma     | Vlag van Italië | Serie A    | 27    | 9     |
| 2009/2010 | Lazio Roma     | Vlag van Italië | Serie A    | 32    | 6     |
| 2012/2013 | Internazionale | Vlag van Italië | Serie A    | 13    | 3     |
| Totaal    | Totaal         | Totaal          | Totaal     | 341   | 116   |